# ミヒャエル・レトヴィッツ

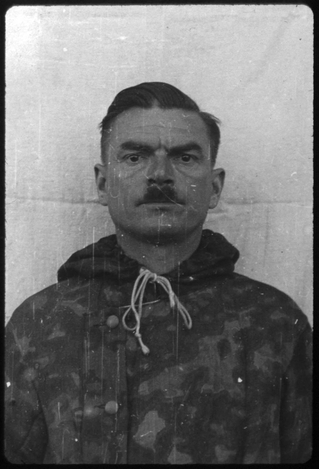
アメリカ軍に逮捕された後のミヒャエル・レトヴィッツ（1945年）

ミヒャエル・レトヴィッツ（ドイツ語: Michael Redwitz、1900年8月14日 - 1946年5月29日）は、ドイツの軍人。
第二次世界大戦中、親衛隊（SS）の隊員として強制収容所の看守長（Schutzhaftlagerführer）などを務めた。戦後は連合軍によって逮捕され、1945年12月13日に死刑判決を受けた。最終階級は親衛隊大尉（SS-Hauptsturmführer）。

## 経歴
1900年、バイロイトにて生まれる。レトヴィッツは元々実業家で、結婚して少なくとも4人の子供がいた。1934年から1938年まではドイツ国防軍に勤務している。国家社会主義ドイツ労働者党（NSDAP, ナチ党）には1925年9月に入党（党員番号：17607）しており、1930年の再結成の折にも同一の党員番号で復帰している。1938年、SSに入隊（隊員番号：327349）し、1941年までにSS大尉に昇進した。
1938年12月半ばからマウトハウゼン強制収容所に勤務し、1940年からは郵便局に務める。1942年2月初めにはグーゼン強制収容所の看守長に就任。同年4月、ラーフェンスブリュック強制収容所の看守長兼所長副官に就任。11月20日、ダッハウ強制収容所に転勤。レトヴィッツはエーゴン・ツィルの後任たる所長直属勤務者となり、他の看守長らよりも強い権限を振るった。
1944年3月中旬、ブーヘンヴァルト強制収容所に転勤する。8月以降は武装親衛隊に転属し、西部戦線で敗戦まで戦った。
敗戦後の1945年11月15日、レトヴィッツを含む元ダッハウ収容所職員39名はダッハウ裁判の中で戦犯として起訴された。この裁判では1942年から1944年までダッハウ収容所にて幹部として収容者の虐待・殺害に携わったものを取り扱っており、レトヴィッツは証人らの証言に基づく40件の殺人に関与した容疑で裁かれた。12月13日、36名の被告に有罪判決が下る。レトヴィッツもその中の1人で、彼には死刑が宣告された。判決では、看守長たるレトヴィッツは他の看守らが行った過剰な懲罰に対する責任があるとされた。1946年5月29日、ランツベルク戦犯収容所にて絞首刑に処された。